# مصطفی‌لی
مصطفی‌لی (به لاتین: Mustafalı) یک منطقه مسکونی در جمهوری آذربایجان است که در شهرستان آق‌سو واقع شده‌است.